# SOPRANO
SOPRANO («СОПРАНО») — российская вокальная группа, образованная Михаилом Турецким в 2009 году.

## История группы
Новый проект основателя знаменитого «Хора Турецкого» Михаила Турецкого был создан в 2009 году, стал женским аналогом мужского хора и получил название «Сопрано 10».
«В 2009 году я провёл кастинг и отобрал девять певиц. У каждой свой уникальный голос: от меццо до колоратурного сопрано — целое созвездие. Передо мной стояла творческая задача. Я хотел, чтобы в течение одного концерта люди могли услышать абсолютно разную музыку: от фольклора и ретро-шлягеров до классики рока и оперы» — Михаил Турецкий.
По словам Михаила Турецкого, на кастинге он установил следующие требования для претенденток: наличие высшего музыкального образования, владение музыкальными инструментами, опыт работы на сцене, безусловный талант и желание творить.
В итоге группа была сформирована в составе десяти солисток: Анны Королик, Иветы Роговой, Евгении Фанфары, Дарьи Львовой, Вероники Покровской, Тамары Мадебадзе, Ольги Бровкиной, Евгении Мостовой, Оксаны Мухиной, Валерии Девятовой.
Впервые SOPRANO выступили перед публикой с сольным концертом в Мурманске 16 января 2010 году. Гастрольный тур по России 2010 года закончился большим музыкальным шоу «Явление» в октябре 2011 года в Театре Эстрады. На полуторачасовом концерте прозвучало жанровое разнообразие, которым прославился коллектив: от классической музыки до мировых хитов, от любимых советских и ретро-шлягеров до известной поп-музыки, кроссоверы на мировые шедевры.
В разное время в коллективе работали:
- Оксана Мухина (сопрано-интернешнл), 2009 — август 2010 г.;
- Евгения Мостовая (фанк-сопрано), 2009 — май 2013 г.;
- Лилия Замулина — покинула коллектив в июле 2013 г.;
- Вероника Покровская (рок-сопрано, роковая скрипка), 2009 — август 2013 г.;
- Ирина Кирьянова (романтик-сопрано), сентябрь 2011 — январь 2014 г.;
- Галина Войниченко (лирическое сопрано) — покинула коллектив в сентябре 2014 г.;
- Аурика Мгои (фанк-сопрано) — покинула коллектив в ноябре 2014 г.;
- Виктория Деревянкина (рок-сопрано) — покинула коллектив в ноябре 2014 г.;
- Дарья Говзич (соул-сопрано) — покинула коллектив в августе 2016 г.
- Валерия Девятова (соул-сопрано), 2009 — август 2011; август 2013—2018 г.;
- Ольга Бровкина (лирико-колоратурное сопрано), 2009 — февраль 2018 г.

«SOPRANO — это женское лицо России нового поколения: свет, добро, мир, красота, женственность».

## Солистки и команда коллектива
Анна Королик (фолк-сопрано) родилась в Перми 29 июня в 1986 году. Окончила Пермский краевой колледж искусств и культуры, а также Российскую академию музыки им. Гнесиных по специализации «дирижёр народного хора». Является солисткой SOPRANO с 2009 года.
Ивета Рогова (сопрано-латино) родилась в городе Кола 16 января 1983 году. Позже семья переехала в Санкт-Петербург. Окончила с отличием Санкт-Петербургский государственный институт культуры по классу эстрадной скрипки и джазового вокала. Актриса шоу «Cabaret», в 2008 году снялась в фильме Юрия Мамина «Не думай про белых обезьян». В 2003—2009 годах солистка ГБУК «Петербург-концерт». В 2005году самостоятельно организовала рок-группу «VetoИвета» в Петербурге, в которой исполняла песни собственного сочинения. Лауреат Всероссийского конкурса композиторов Андрея Петрова. Является солисткой SOPRANO с 2009 года.
Дарья Львова (драйв сопрано) родилась в Уфе 22 июня 1986 года. Окончила музыкальную школу по классу фортепиано, занималась вокалом при Уфимском училище искусств. Окончила Уфимскую государственную академию экономики и сервиса, пела в трио академического хорового пения «Орфей». Является солисткой SOPRANO с 2009 года.
Евгения Фанфара (драматическое сопрано) родилась в Москве 3 декабря 1982 года. Окончила училище и Российской академии музыки им. Гнесиных. Всё детство и юность гастролировала с Большим детским хором им. Виктора Сергеевича Попова. Снималась в телесериале "След" (серия 451 "Мнимая невеста"). Является солисткой SOPRANO с 2009 года.
Екатерина Мурашко (фанк-сопрано) родилась в Могилёве 19 июня 1996 года. Окончила школу искусств по классу фортепиано, была удостоена стипендии специального фонда Президента Республики Беларусь по поддержке талантливой молодёжи и исполнила одну из главных ролей в мюзикле «Страна гармония». Является солисткой SOPRANO с 2015 года.
Татьяна Богданчикова (лирическое сопрано) родилась в Киселёвске Кемеровской области 25 апреля 1991 года в семье музыкантов. Окончила Новокузнецкий колледж искусств по специальности «Эстрадное пение» и Сибирский государственный индустриальный университет по специальности «экономика и управление в горной промышленности». Была солисткой вокальной студии под руководством Е. В. Воскресенской в Культурно-спортивным центре металлургов. Получила степень магистра в Московском педагогическом государственном университете по направлению «вокальное искусство». Является солисткой SOPRANO с 2015 года.
Тамара Мадебадзе (джаз-меццо сопрано) родилась в Тирасполе 21 октября 1987 года. Окончила Институт современного искусства в Москве по направлению «эстрадно-джазовый вокал». Впервые стала солисткой SOPRANO в 2009 году, позже покинула коллектив, но вернулась обратно в 2021 году.
Анастасия Панфилова (поп-сопрано) родилась в Иваново 10 сентября 1999 года. Окончила музыкальную школу по классу фортепиано и вокал, училась в студии эстрадного вокала. Победительница конкурса красоты Ивановской области, а в 2018 году завоевала титул «Мисс талант» на Национальном конкурсе «Краса России». Сейчас обучается в Московском гуманитарном университете по направлению «эстрадно-джазовое пение». Является солисткой SOPRANO с 2019 года.
Марьям Салихова (меццо-сопрано) родилась в Казани. Окончила музыкальную школу по специальности фортепиано. После продолжила обучение в Российской академии музыки им. Гнесиных на факультете «Музыкальное искусство эстрады», кафедра эстрадно-джазовое пение. Марьям – лауреат конкурса молодых пианистов Казани; Международного джазового фестиваля-конкурса молодых исполнителей «Gnesin Jazz 2015»; Международного джазового фестиваля-конкурса «Gnesin Jazz Voice 2017». Является солисткой SOPRANO с 2022 года.
Команда коллектива
Помимо солисток, творческий процесс в коллективе создаёт целая команда, где у каждого своя роль.
Музыкальным продюсером со дня основания группы стал советский и российский композитор, поэт, вокалист, аранжировщик Сергей Ковальский. Хормейстер коллектива — Леонид Бар. Режиссёр-постановщик и хореограф концертных номеров SOPRANO — оперный и эстрадный певец, режиссёр, солист группы ViVA Филипп Черкасов. Звукорежиссёр коллектива — Александр Ильин, ударные — Михаил Шишкин и гитарист — Павел Сураев-Королёв. За сценические костюмы и образы солисток отвечает костюмер-дизайнер Ирэна Мазманян.
На протяжении многих лет студийный аранжировщик и звукорежиссёр группы Максим Бруштейн. По сей день музыкант неразрывно связан с SOPRANO: сегодня его творческая деятельность реализуется ещё совместно с «Хором Турецкого».
Директор коллектива отвечает за концерты и корпоративные мероприятия арт-группы, на протяжении многих лет эту должность занимает Данта Тангиева.

## Российские проекты
2010 — 2016 годы, «Новая Волна»
SOPRANO неоднократно были гостями ежегодного международного конкурса молодых исполнителей популярной музыки «Новая Волна» в Юрмале. В 2010 году SOPRANO исполнили песню «Чаттануга Чу-чу» (англ. Chattanooga Choo Choo). В 2014 году вместе с победителем «Новой Волна 2013» — кубинским певцом Роберто Кел Торрес они исполнили песню «Посмотри какая красивая» (лауреат «Песня года» 2014). В 2016 конкурс «Новая Волна 2016» проходил в городе Сочи, там SOPRANO в дуете с народным артистом РФ Филиппом Киркоровым спели хит «Ты — всё, что нужно мне».
2014 — настоящее время
Коллектив принимает участие в ежегодном международном фестивале искусств «Славянский базар» в Витебске.
2015 — настоящее время
SOPRANO постоянные участники всеармейского фестиваля «Армия России» начиная с 2015 года.

#### 2016 и 2017 годы
SOPRANO исполняли гимн Российской Федерации на различных спортивных мероприятиях страны:
В 2016 году коллектив исполнил гимн РФ на гонке Гран-при «Формулы-1» в Сочи.
«Перед главной гонкой Гран-при России „Формулы-1“, которая стартует сегодня в 15:00 на трассе „Сочи Автодрома“, гимн Российской Федерации исполнит коллектив „Сопрано“ — так называемый женский хор Турецкого».
SOPRANO записали одноимённый саундтрек к сериалу «Одна за всех». Премьера нового сезона состоялось на Первом канале в начале 2017 года.
В 2017 году на ежегодном Международном турнире по хоккею с шайбой «Кубок Первого канала».
«Мужской хор под управлением Михаила Турецкого и женская арт-группа Soprano исполнят государственный гимн Российской Федерации перед матчем Кубка Первого канала по хоккею между сборными России и Швеции».
2017 году в Москве перед футбольным товарищеским матчем Россия — Аргентина в Лужниках SOPRANO спели гимн Аргентины. Трудность исполнения гимна заключалась в том, что его вступление полностью инструментальное — без вокала, но солистки буквально за сутки придумали, как это сделать без слов — инструментальный гимн они разложили на голоса. Главным слушателем и зрителем был капитан сборной Аргентины Лионель Месси.
SOPRANO пели и дефилировали в рамках Международного московского кинофестиваля, на показе благотворительного фонда «Русский силуэт» под патронатом Татьяны Михалковой. Также солистки приняли участие в показе российского модельера Валентина Юдашкина. Во время показа SOPRANO спели песню с Александром Розенбаумом в дизайнерской одежде от Валентина Юдашкина и Faberlic. В шоу Валентина Юдашкина в Кремлёвском дворце SOPRANO выступают ежегодно, начиная с 2016 года.

#### 2018 год
Пять участниц SOPRANO дали интервью и снялись в весеннем (март-апрель 2018) выпуске журнала PLAYBOY. На фотографиях солистки позируют впятером в откровенном чёрном нижнем белье.

#### 2019 год
В 2019 году солистки SOPRANO стали амбассадором ежегодного столичного фестиваля «Цветочный джем» в рамках проекта «Московские сезоны».
Весной и осенью 2019 года солистки SOPRANO вместе с солистами «Хора Турецкого» проводили мастер-классы и творческие встречи с подрастающими любителями музыки в средних и высших музыкальных заведениях разных городов России.
2020 год
SOPRANO выпустила песню «Глухонемая любовь» (Un Sordomuto Amore) на итальянском языке и видеоклип на неё, посвящённые отношениям людей в эпоху борьбы с коронавирусом. В связи с пандемией концерты группы проходили в формате online на Okko.
2021 год
Большое музыкальное юбилейное шоу, посвящённое десятилетию женского коллектива, прошло 21 февраля в Крокус Сити холл.
2021 год
SOPRANO открыли концертную программу третьего дня фестиваля «Таврида. АРТ» в Крыму.

## Международные проекты
2011 — 2013 годы
Первые зарубежные гастроли SOPRANO прошли в Швейцарии, первый гастрольный тур состоялся по Америке.

#### 2015 год — настоящее время
«ПЕСНИ ПОБЕДЫ» (UNITY SONGS) — международный музыкальный марафон коллективов SOPRANO и «Хора Турецкого».
В основе проекта исполнение патриотичных песен, культурное значение которых высоко оценивается представителями разных народов и государств.
Целью проекта является сохранение исторической памяти о событиях Второй мировой войны. Репертуар преимущественно представлен песнями военных лет на русском языке, но, в зависимости от города или страны, мот дополняться местными песнями.
Первое выступление в рамках проекта состоялось в 2015 году в Москве на Поклонной горе. Оно было приурочено к 70-летию Победы в Великой Отечественной войне. По неофициальным данным концерт собрал 150 тысяч зрителей.
В 2017 году марафон приобрёл мировой масштаб: «Песни Победы» впервые прозвучали за рубежом — на одной из центральных площадей Берлина. Онлайн-трансляция концерта на площади Жандарменмаркт набрала свыше 8 миллионов просмотров на YouTube.
В 2018 году география «Песен Победы» значительно расширилась, охватив 8 стран. Выступления прошли на центральных площадях в России, Франции, Словении, Австрии, Германии, Белоруссии, Израиле и США.
В 2019 году марафон прошёл на центральных площадях 12 стран: России, Италии, Франции, США, Канаде, Польше, Венгрии, Чехии, Австрии, Германии, Китае, Белоруссии.
Марафон проходит ежегодно, при поддержке Правительства Москвы, Министерства иностранных дел и Министерства культуры РФ.

#### 2016 год Китай
В 2016 году SOPRANO были хедлайнером и представляли Россию на фестивале BTV Spring Festival Global Gala 2016 в Пекине. Трансляция фестиваля велась на телеканале сети Beijing Media Network (BTV), и по неофициальным данным собрала 1 миллиард зрителей. Фестиваль ежегодно проходит в столице КНР, а трансляция шоу совпадает с днём празднования Китайского Нового года.

#### 2018 год
США, Нью-Йорк
В мае 2018 года SOPRANO и «Хор Турецкого» собрали аншлаг в зале Генеральной Ассамблеи ООН. Мероприятие прошло в рамках международного тура коллективов Unity Songs («Песни Победы»), посвящённого 73-й годовщине Победы, перед концертом в Нью-Йорке в Бэттери-парке.
Япония, Токио
В октябре 2018 года коллектив принял участие в мероприятии «Дни культуры Москвы в Токио». Девушки исполнили свои композиции на концерте в токийской башне отеля «Мандарин Ориентал».
2020 — настоящее время
В 2020 году SOPRANO и «Хор Турецкого» впервые выступили в Дубае на Международном музыкальном фестивале PaRus. Событие стало историческим, поскольку PaRus — стал первым крупнейшим музыкальным фестивалем в регионе после глобального карантина. В следующем году группу снова пригласили в качестве хедлайнеров фестиваля. И, несмотря на строгие требования организаторов фактически перед началом выступления сменить концертные костюмы на более закрытые и сдержанные наряды, выступление SOPRANO прошло на высоте.
21 августа 2022 года группа приняла участие в праздничном концерте, посвященному дню флага России, который проводился в оккупированном российскими войсками Херсоне.

## Евровидение
В 2017 году SOPRANO вошли в шорт-лист кандидатур для представления России на конкурсе «Евровидение — 2017» вместе с Александром Панайтовым, Нюшей, Еленой Темниковой и Дарьей Антонюк.
«На этих девушек я обратил внимание уже очень давно, — сказал тогда певец Филипп Киркоров, — Они женственны, тонки, деликатны, у них отменный репертуар. Когда слушаешь Soprano, сразу становится ясно — у них есть все шансы на победу. Они достойны представлять нашу страну. Правда, надо найти группе хорошую песню».

## Награды

#### 2021 год
30 сентября 2021 года в Центральном Музее Вооружённых Сил Российской Федерации SOPRANO были награждены «Сирийскими медалями» за участие в военной операции в Сирийской Арабской Республике.

## Дискография
| Год  | Название альбома                             |
| ---- | -------------------------------------------- |
| 2010 | Сопрано 10                                   |
| 2010 | Магия любви                                  |
| 2011 | Явление                                      |
| 2012 | Созвездие голосов                            |
| 2013 | Лики любви                                   |
| 2013 | Голос танца                                  |
| 2013 | Классика жанра                               |
| 2015 | Карнавальная ночь                            |
| 2015 | Курортный роман                              |
| 2016 | Фильм! Фильм! Фильм!                         |
| 2016 | Романтическая коллекция                      |
| 2016 | Посмотри, какая красивая                     |
| 2017 | Хор Турецкого & SOPRANO — Песни победы       |
| 2017 | Карнавальная ночь                            |
| 2018 | Хор Турецкого & SOPRANO — Новогодний концерт |
| 2020 | Новогодние хиты                              |
| 2021 | 10                                           |
| 2023 | Новогодний календарь                         |
| 2024 | Crazy Love                                   |

## Синглы
| Год  | Название                                           |
| ---- | -------------------------------------------------- |
| 2013 | На лету лето (feat Артур Пирожков)                 |
| 2014 | Посмотри, какая красивая (feat Roberto Kel Torres) |
| 2015 | Пилот Иванов                                       |
| 2016 | Ты — всё, что нужно мне (feat Филипп Киркоров)     |
| 2016 | We Wish You a Merry Christmas                      |
| 2017 | Я хочу зимой апреля                                |
| 2018 | Эйфория                                            |
| 2018 | 1+1                                                |
| 2019 | Люди плачут                                        |
| 2019 | По имени                                           |
| 2019 | Cántame                                            |
| 2019 | Этим летом я влюблюсь                              |
| 2019 | Animal                                             |
| 2020 | Отражение                                          |
| 2020 | Так странно (Сопрано)                              |
| 2020 | Зима                                               |
| 2021 | Сердце, не молчи                                   |
| 2022 | Ты ли чё ли (Анна Королик & Хор Турецкого)         |
| 2023 | Погляди, какая красота                             |
| 2023 | На вздохе                                          |
| 2023 | Новогодний календарь (Дарья Львова)                |
| 2024 | Я и рада (Анна Королик feat. SOPRANO Турецкого)    |
| 2024 | Танго                                              |
| 2024 | Кабы люб был (Анна Королик)                        |
| 2024 | Кукушечка (Анна Королик feat. SOPRANO Турецкого)   |
| 2024 | Ноченька (Анна Королик)                            |
| 2024 | LUNA                                               |
| 2024 | Две минуты                                         |

### Синглы, вышедшие вне группы
| Год  | Название                          |
| ---- | --------------------------------- |
| 2024 | Небо (VETU)                       |
| 2024 | Скучаю (Golovatsky, Дарья Львова) |
| 2024 | Осень (Golovatsky, Дарья Львова)  |